# Joaquín Blázquez (futbolista)
Joaquín Romeo Blázquez (Luque, provincia de Córdoba, 28 de enero de 2001) es un futbolista argentino. Juega como arquero en CA Independiente de la Primera División de Argentina.

## Trayectoria

### Talleres (Cba.)
Joaquín residió en el Centro de Formación Talleres durante su estadía en el club desde los 13 años. Oriundo de Luque, localidad ubicada a 100 kilómetros de la ciudad de Córdoba. Como parte del plantel de Reserva, estuvo en el banco de suplentes en 2017 en el equipo de Walter Lemma, pero no debutó. Con apenas 16 años no solo fue uno de los jugadores más jóvenes que integraba ese plantel, sino también de toda la categoría en el país.
Para la temporada 2017-18, fue suplente de Kevin Humeler en la Reserva, que saldría campeona por segunda vez consecutiva. El 1 de noviembre de 2017 firmó su primer contrato con el club, con tan solo 16 años. Desde el 4 al 12 de noviembre de 2017, estuvo en Inglaterra para realizar una experiencia en el Liverpool Football Club de la Premier League.
En el verano de 2018 realizó su primera pretemporada con el primer equipo de Talleres en la ciudad de Salta. En febrero de ese año, fue parte del plantel que disputó la Copa Libertadores Sub-20 en Montevideo, donde Talleres logró el quinto puesto. Integró la Selección sub-20 y fue sparring de la Selección Argentina en algunos amistosos. El 19 de diciembre de 2020 debutó en Primera División, en el empate ante Atlético Tucumán.

### Valencia
El Valencia llegó a un acuerdo con Talleres para una cesión por 18 meses a cambio de 150 mil euros, con una opción de compra de € 3 millones por el 50% del pase.

### Platense
El 14 de agosto de 2023, se convirtió en jugador de Platense, de la Primera División de Argentina, a préstamo sin cargo y sin opción hasta el 30 de junio de 2024.

### Independiente
De cara a la temporada 2025, el portero fue cedido al CA Independiente.

## Selección nacional

### Participaciones en Copas del Mundo juveniles
| Torneo                   | Sede    | Resultado        | Partidos | Goles |
| ------------------------ | ------- | ---------------- | -------- | ----- |
| Copa Mundial Sub-20 2019 | Polonia | Octavos de final | 0        | 0     |

### Sub-23
| Torneo                        | Sede     | Resultado | Partidos | Goles |
| ----------------------------- | -------- | --------- | -------- | ----- |
| Preolímpico Sudamericano 2020 | Colombia | Campeón   | 0        | 0     |

#### Participaciones en Juegos Olímpicos
| Torneo                | Sede  | Resultado      | Partidos | Goles |
| --------------------- | ----- | -------------- | -------- | ----- |
| Juegos Olímpicos 2020 | Tokio | Fase de grupos | 0        | 0     |

## Clubes
| Club                               | País      | Año           |
| ---------------------------------- | --------- | ------------- |
| Talleres de Córdoba                | Argentina | 2018-presente |
| Valencia C. F. Mestalla (préstamo) | España    | 2019-2020     |
| Stade Brestois 29 (préstamo)       | Francia   | 2022-2023     |
| Platense (préstamo)                | Argentina | 2023-2024     |
| CA Independiente (préstamo)        | Argentina | 2025-presente |

## Palmarés

### Campeonatos internacionales
| Título                   | Club             | Sede     | Año  |
| ------------------------ | ---------------- | -------- | ---- |
| Preolímpico Sudamericano | Argentina Sub-23 | Colombia | 2020 |